# Myth Takes
Albums de !!!
Louden Up Now
(2004) Strange Weather, Isn't It?
(2010)
Myth Takes est le troisième album du groupe !!!. L'album est sorti le 5 mars 2007. Il a été enregistré à Nashville, Tennessee, États-Unis.
Le premier single extrait de l'album était Heart of Hearts, qui a été publié aux formats téléchargement gratuit et picture-disc vinyl en édition limitée le 19 février 2007. Un clip vidéo a été réalisé pour Must Be the Moon par Ben Dickinson. Must Be the Moon est sorti en single le 14 mai 2007 (le 5 juin 2007 en Amérique du Nord). Il est uniquement disponible aux formats téléchargement et vinyl 12". Certaines éditions limitées de la version CD de l'album incluaient au début un second disque comprenant trois remixes.
Le morceau All My Heroes Are Weirdos est inclus dans les jeux vidéo Tony Hawk's Proving Ground et FIFA 08. Yadnus peut être entendu dans un épisode de la série  The Blacklist. De plus, le remix Still Going to the Roadhouse de Yadnus est joué sur la station Radio Broker dans Grand Theft Auto IV. La couverture de l'album a été créée par l'artiste Kevin Hooyman, un ami du groupe. La chanson Must Be the Moon a servi de bande originale à un bumper de  Cartoon Network en 2010.
Une affiche de publicité pour cet album est clairement visible sur le mur du bureau en sous-sol qui constitue l'environnement de la sitcom britannique The IT Crowd.

## Liste des pistes
| 1.    | Myth Takes                | 2:24 |
| 2.    | All My Heroes Are Weirdos | 3:04 |
| 3.    | Must Be the Moon          | 5:56 |
| 4.    | A New Name                | 4:54 |
| 5.    | Heart of Hearts           | 6:02 |
| 6.    | Sweet Life                | 3:46 |
| 7.    | Yadnus                    | 5:13 |
| 8.    | Bend Over Beethoven       | 8:06 |
| 9.    | Break in Case of Anything | 3:39 |
| 10.   | Infinifold                | 5:11 |
| 48:20 |                           |      |

| 1. | Myth Takes (Acouth Take)                     | 2:14 |
| 2. | Bend Over Beethoven (Original Nashville Jam) | 4:03 |
| 3. | Heart of Hearts (The Brothers Mix)           | 5:43 |

## Personnel
Membres du groupe
- Mario Andreoni – guitares, guitare basse, certains claviers, certaines percussions
- Nic Offer – chant, claviers, certaines guitares
- Tyler Pope – guitares, guitare basse, synthétiseurs, boîte à rythmes
- John Pugh – chant, batterie, certaines guitares basses, certaines percussions
- Justin van der Volgen – guitare basse
- Allan Wilson – cuivres, synthétiseur, percussions
- Gerhardt Fuchs – batterie

Musiciens supplémentaires
- Jonno Lee, David Weiss, Joseph Baldbridge, Dayvan Duronslet, John Blake – batteries sur All My Heroes Are Weirdos
- Shannon Funchess – chant sur Heart of Hearts
- Jared Samuel – clavinet sur Heart of Hearts
- Eric Emm – EBow sur Infinifold
- Olivia Mori – chant sur Infinifold
- Phyllis Forbes, Molly Schnick, Madeline Davies – chant sur Break in Case of Anything
- Amy Cimini – alto sur Infinifold
- Heather Sommerlad, Lori Told, Alex Powell, Adele Mori – cordes sur Yadnus